# Axel Düker
Axel Düker (* 19. April 1973 in Hannover) war von Februar 2014 bis November 2021, als er CDU-Kandidatin Ortrud Wendt unterlag, hauptamtlicher Bürgermeister der Stadt Burgwedel. Der studierte Politologe und Geschichtswissenschaftler ist seit dem Jahr 2000 Parteimitglied der SPD und seit 2001 in der Kommunalpolitik aktiv.
Seine Wahl zum Bürgermeister am 16. Februar 2014 sorgte für eine Zäsur in Burgwedel. Dort hatte bis dato seit 40 Jahren die CDU den Bürgermeister gestellt.